# Communauté de communes Vallée des Baux-Alpilles
La  communauté de communes Vallée des Baux-Alpilles est une communauté de communes
française, située dans le département des Bouches-du-Rhône et la région Provence-Alpes-Côte d'Azur.

## Historique
La communauté de communes de la Vallée des Baux et des Alpilles a été créée le 29 décembre 1995 en application des articles 71 et suivants de la loi du 6 février 1992 relative à l’administration territoriale de la République, afin d'exercer en lieu et place des communes membres un certain nombre de compétences définies la loi et leurs statuts.
La Communauté de Communes de la Vallée des Baux-Alpilles a été regroupée  depuis 2001, comprenant les communes d’Aureille, Eygalières, Fontvieille, Le Paradou, Les Baux de Provence, Mas Blanc les Alpilles, Maussane les Alpilles, Saint Etienne du Grés et Saint Rémy de Provence.
Ce régime juridique a été modifié à plusieurs reprises, notamment par la Loi relative au renforcement et à la simplification de la coopération intercommunale du 12 juillet 1999, puis la loi du 27 février 2002.

## Territoire communautaire

### Géographie
Elle est située au sud et au nord du massif des Alpilles.

### Composition
La communauté de communes est composée des 10 communes suivantes :

| Nom                            | Code Insee | Gentilé       | Superficie (km2) | Population (dernière pop. légale) | Densité (hab./km2) |
| ------------------------------ | ---------- | ------------- | ---------------- | --------------------------------- | ------------------ |
| Saint-Rémy-de-Provence (siège) | 13100      | Saint-Rémois  | 89,09            | 9 547 (2022)                      | 107                |
| Aureille                       | 13006      | Aureillois    | 21,74            | 1 537 (2022)                      | 71                 |
| Les Baux-de-Provence           | 13011      | Baussencs     | 18,07            | 262 (2022)                        | 14                 |
| Eygalières                     | 13034      | Eygaliérois   | 33,97            | 1 740 (2022)                      | 51                 |
| Fontvieille                    | 13038      | Fontvieillois | 40,18            | 3 555 (2022)                      | 88                 |
| Mas-Blanc-des-Alpilles         | 13057      | Masblancais   | 1,57             | 537 (2022)                        | 342                |
| Maussane-les-Alpilles          | 13058      | Maussanais    | 31,6             | 2 396 (2022)                      | 76                 |
| Mouriès                        | 13065      | Mourièsens    | 38,35            | 3 471 (2022)                      | 91                 |
| Paradou                        | 13068      | Paradounais   | 16,15            | 2 181 (2022)                      | 135                |
| Saint-Étienne-du-Grès          | 13094      | Gresouillès   | 29,04            | 2 480 (2022)                      | 85                 |

### Démographie
| 1968   | 1975   | 1982   | 1990   | 1999   | 2007   | 2012   | 2017   |
| ------ | ------ | ------ | ------ | ------ | ------ | ------ | ------ |
| 17 495 | 18 562 | 20 926 | 23 781 | 25 267 | 26 502 | 28 002 | 27 913 |

## Administration

### Siège
Le siège de la communauté de communes est situé à Saint-Rémy-de-Provence.

### Les élus
Le conseil communautaire de la communauté de communes se compose de 40 conseillers, représentant chacune des communes membres et élus pour une durée de six ans.
Ils sont répartis comme suit :
| Nombre de conseillers | Communes                                                          |
| --------------------- | ----------------------------------------------------------------- |
| 14                    | Saint-Rémy-de-Provence                                            |
| 5                     | Fontvieille, Mouriès                                              |
| 3                     | Eygalières, Maussane-les-Alpilles, Paradou, Saint-Étienne-du-Grès |
| 2                     | Aureille                                                          |
| 1                     | Les Baux-de-Provence, Mas-Blanc-des-Alpilles                      |

### Présidence
Le 11 juillet 2020, Hervé Chérubini, maire de Saint-Rémy-de-Provence, est réélu président de la communauté de communes. Le bureau communautaire est composé du président et de onze vice-présidents.
| Période                                  | Période                       | Identité        | Étiquette | Qualité                         |
| ---------------------------------------- | ----------------------------- | --------------- | --------- | ------------------------------- |
| Les données manquantes sont à compléter. |                               |                 |           |                                 |
| 2008                                     | En cours (au 11 juillet 2020) | Hervé Chérubini | PS        | maire de Saint-Rémy-de-Provence |

### Compétences
- Traitement des déchets des ménages et déchets assimilés
- Fourrière animale
- Création, aménagement, entretien et gestion de zone d'activités industrielle, commerciale, tertiaire, artisanale ou touristique
- Action de développement économique (Soutien des activités industrielles, commerciales ou de l'emploi, soutien des activités agricoles et forestières...)
- Schéma de cohérence territoriale (SCOT)
- Création et réalisation de zone d'aménagement concerté (ZAC)
- Aménagement rural
- Études et programmation
- Création, aménagement, entretien de la voirie d'intérêt communautaire
- éclairage public d'intérêt communautaire
- Droit de préemption urbain (DPU) pour la mise en œuvre de la politique de développement économique

Elle fait également partie des EPCI suivants :
- Syndicat mixte du Pays d'Arles
- Syndicat mixte Sud Rhône Environnement

### Régime fiscal et budget
Le régime fiscal de la communauté de communes est la fiscalité professionnelle unique (FPU).